# Samara Vieira
Samara da Silva Vieira (Natal, 1991. október 7. –) brazil válogatott kézilabdázó, balátlövő, jelenleg a török Konyaaltı Bld. SK játékosa.

## Pályafutása
Samara Vieira hazájában kezdte megismerni a kézilabda rejtelmeit, első profi klubja a FAB/Vasco da Gama volt, ahol 2016-ig játszott. A szezon végétől a német Blomberg-Lippe játékosa lett, ám a bajnokság elbukása után a szezon végén Törökországba igazolt az Üsködar csapatához. Itt 2018 tavaszáig tartózkodott, mert haza hívták és a szezon hátralevő részét az UCS/Fátima Saúde-RS csapatánál töltötte. 2018 nyarától a román első osztályú SCM Râmnicu Vâlcea játékosa lett. 2 szezonra írt alá, és a második lejártával távozott is a klubtól, és a szlovén Krim Mercator csapatához írt alá 1 évre. 2021 nyarától a HC Dunărea Brăila csapatát erősítette, majd közös megegyezéssel december végén távozott a klubtól és a szintén román élvonalbeli CSM Bukarest játékosa lett. Ám Vieira Bukarestben sem maradt tovább, fél év eltetével visszaigazolt Törökországba és a Kastamonu játékosa lett.

## Sikerei, díjai

### A klubcsapatokkal
- Román bajnokság:
  -  Aranyérmes: 2019
- Brazil bajnokság:
  -  Bronzérmes: 2016
- Brazil kupa:
  -  Ezüstérmes: 2016
  -  Bronzérmes: 2015

### Egyéni elismerései
- A junior világbajnokság MVP-je: 2008
- A brazil kupa All-Star csapatának legjobb irányítója: 2015
- A román bajnokság legjobb védekező játékosa: 2019